# Símun Júst Jacobsen
Símun Júst Jacobsen (født 6. september 1864 på Húsar, død 12. marts 1937) var en færøsk lærer og politiker (SB).
Han tog eksamen fra Føroya Læraraskúli i 1884, i samme årgang som blandt andre Niclas J. Djurhuus. Jacobsen var virksom på Svínoy som lærer 1903–1914 og siden som købmand.
Han var formand for sognerådet på Svínoy 1910–26 og valgt til Lagtinget fra Norðoyar 1910–14.